# レオン・マクドナルド
レオン・マクドナルド（Leon Raymond Macdonald、1977年12月21日 - ）は、ニュージーランド出身の元ラグビー選手、指導者。ジャパンラグビーリーグワンの横浜キヤノンイーグルスにおいてヘッドコーチを務める。

## 経歴
ニュージーランド南島北東部ブレナム生まれ。マールボロボーイズ高校卒業。
1997年、スーパー12（後のスーパーラグビー）のクルセイダーズへ入団。
U19ニュージーランド代表、U21ニュージーランドマオリに選ばれる。
2000年にオールブラックスとしてスコットランド戦でシニア代表デビューを果たす。
2004年に、ジャパンラグビートップリーグのヤマハ発動機ジュビロへ入団。チームの中心選手として活躍し、トップリーグ準優勝に貢献した。リーグ戦10試合に出場し100得点、マイクロソフトカップ1試合で18得点、日本選手権1試合で13得点を挙げた。
2005年、クルセイダーズに復帰。ワールドカップ2007にオールブラックスメンバーとして出場した。2008年シーズンを最後にクルセイダーズを退団。
2008年までに、ニュージーランド代表として通算56キャップを獲得した。
2009-10シーズンから、近鉄ライナーズへ移籍（2年契約）。しかしプレシーズンマッチで負傷し、近鉄ライナーズでは1試合も公式戦に出場することなく、2010年4月7日に現役生活からの引退を表明。
2010年からは、ニュージーランド州代表選手権（NPC）タスマンのアシスタントコーチに就任。2016年からはヘッドコーチとなる。
2019年から、スーパーラグビーのブルーズ ヘッドコーチに就任。
2024年にはオールブラックスのアシスタントコーチを務めた。
2025年2月、オーストラリアのスーパーラグビーチーム、ウェスタン・フォースのコーチングコンサルタントを務める。
2025年6月27日、ジャパンラグビーリーグワンの横浜キヤノンイーグルス ヘッドコーチに就任したことが発表された。